# LOL (película de 2008)
LOL, titulada en México y Rep. Dominicana Lol@ y en España y resto de Hispanoamérica Bienvenido al mundo de LOL, es una película francesa del año 2008, dirigida por Lisa Azuelos y protagonizada por Sophie Marceau, Christa Theret y Alexandre Astier. Escrita por Lisa Azuelos y Delgado Nans, la película trata sobre una adolescente cuya vida se divide entre sus estudios en una prestigiosa escuela secundaria de París, su diario secreto, sus amigos, novios, sus padres divorciados, las drogas y la sexualidad. Por su actuación en la película, Sophie Marceau ganó el Premio del Jurado de Montecarlo Comedy Film Festival como Mejor Actriz en 2008. Christa Theret recibió una nominación al premio César a la actriz más prometedora en 2010. El título "LOL" proviene del idioma de chat que significa "reír a carcajadas" o "Reír en voz alta".

## Argumento
Lola (Christa Theret) es una adolescente que vive con su madre Anne (Sophie Marceau) y hermana pequeña, Anne está divorciada del padre de Lola, Alain (Alexandre Astier), Lola es apodada "LOL" por sus amigos, ha estado tomando sus primeros pasos en el romance adolescente, saliendo con un chico de su clase llamado Arthur (Félix Moati). Después de las vacaciones de verano, la vida de Lola se complica cuando Arthur le dice que él la engañó durante el verano. Lola decide romper las cosas con él y empezar a ver a su amigo Mael (Jeremy Kapone). Ambos parecen disfrutar de esta amistad lo que complica aún más las cosas. La vida en casa se ha convertido en imposible con su madre, que no tiene idea de lo que significa "LOL", la trata como una niña, preguntándose qué pasó con su hija dulce. Además Lola se entera de que sus padres (Anne y Alain) han comenzado a salir de nuevo a escondidas. 

## Reparto
- Sophie Marceau como Anne.
- Christa Theret como Lola.
- Alexandre Astier como Alain.
- Jérémy Kapone como Maël.
- Marion Chabassol como Charlotte.
- Lou Lesage como Stéphane.
- Émile Bertherat como Paul-Henri.
- Félix Moati como Arthur.
- Louis Sommer como Mehdi.
- Adèle Choubard como Provenza.
- Jade-Rose Parker como Isabelle de Peyrefitte.
- Warren Guetta como David Lévy.
- Jocelyn Quivrin como Lucas.
- Françoise Fabian como la madre de Anne.
- Christiane Millet como la madre de Charlotte.
- Lise Lamétrie como el CPE.
- Thaïs Alessandrin como Louise.
- Tom Invernizzi como Théo.
- Stéphanie Murat como Cathy.
- Laurent Bateau como Romain.
- Valérie Karsenti como Laurence.
- Pierre Niney como Julien.
- Jean-Claude Dauphin como Ministro.
- Olivier Cruveiller como el padre de Huan.
- Katia Caballero como la madre de Huan.
- Vincent Jasinskij como Léon.
- Patty Hannock como Madame Claude, el profesor de Inglés.
- Axel Kiener como profesor de matemáticas.
- Étienne Alsama como piloto del Ministro.
- Virginie Lente como Lili.
- Esmeralda Kroy como la madre de Paul-Henri.
- Vivienne Vernes como la madre de Lili.
- Lucille O'Flanagan-Le Cam como Lady Di inglesa.
- Sofía Rodríguez como la madre de Amaia.
- Lisa Azuelos como la psiquiatra.

## Remake
- Una nueva versión estadounidense también dirigida por Lisa Azuelos, fue estrenada en 2012 titulada también "LOL". La película está protagonizada por Miley Cyrus y Demi Moore.